# Järvsö församling
Järvsö församling är en församling i Hälsinglands norra kontrakt i Uppsala stift. Församlingen ingår i Ljusnans pastorat och ligger i Ljusdals kommun i Gävleborgs län.

## Administrativ historik
Församlingen har medeltida ursprung och utgjorde till 2017 ett eget pastorat. Från 2017 ingår församlingen i Ljusnans pastorat.

## Organister
| Ämbetstid | Namn          | Levnadstid | Övrigt    |
| --------- | ------------- | ---------- | --------- |
| 1963–1964 | Svenerik Damm | 1922–      | Organist. |

## Kyrkor
- Järvsö kyrka